# Jamālābād-e Nez̧āmīvand
Jamālābād-e Nez̧āmīvand (persiska: جمال آباد نظامی وند) är en ort i Iran.   Den ligger i provinsen Gilan, i den nordvästra delen av landet, 200 km nordväst om huvudstaden Teheran. Jamālābād-e Nez̧āmīvand ligger 318 meter över havet och antalet invånare är 376.
Terrängen runt Jamālābād-e Nez̧āmīvand är varierad.Runt Jamālābād-e Nez̧āmīvand är det ganska glesbefolkat, med 45 invånare per kvadratkilometer. Närmaste större samhälle är Lowshān, 5,6 km sydost om Jamālābād-e Nez̧āmīvand. Trakten runt Jamālābād-e Nez̧āmīvand består i huvudsak av gräsmarker.